# George Robertson
George Robertson, född 1884, troligen i New York, död den 3 juli 1955, var en amerikansk racerförare.
Robertson är den ende nationelle mästare inom amerikansk formelbilsracing förutom Alex Zanardi, som aldrig deltagit i Indianapolis 500, då han avlsutade sin karriär som förare året innan tävlingen grundades. Han vann i Lowell och Philadelphia säsongen 1909 i det nationella mästerskapet, vilket gav en inofficiell titel, som AAA konfirmerade först 1925. Tvåa blev den mer kände föraren Louis Chevrolet. Robertson slutade på pallplats i alla sina fyra tävlingar den säsongen.